# Cotillac
Die Cotillac ist eine Form des weiblichen Oberkleides, des Bliaud, wie sie in Frankreich während des 13. Jahrhunderts aufkam.
Die Cotillac ist ein Gewand ohne Ärmel, das bis zum Hals hinaufreicht und sich eng an den Oberkörper anlegt. Sie ist an der Seite aufgeschnitten und wird geschnürt und legte sich von der Hüfte abwärts in reichen Falten um die Beine.